# Prognathogryllus aphrastos
Prognathogryllus aphrastos är en insektsart som beskrevs av Otte, D. 1994. Prognathogryllus aphrastos ingår i släktet Prognathogryllus och familjen syrsor. Inga underarter finns listade i Catalogue of Life.